# Teatro San Moisè
Il Teatro San Moisè è stato un teatro d'opera, attivo a Venezia dal 1640 al 1818. Era situato in una zona elegante della città, vicino a Ca' Giustinian e all'omonima chiesa, all'entrata del Canal Grande.

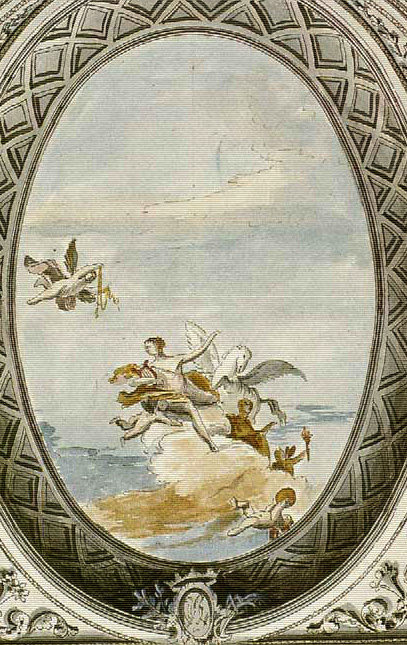
Particolare dell'affresco che decorava il Teatro San Moisè

## Storia
Fu fatto edificare dal ramo di San Barnaba della famiglia Giustinian e venne inaugurato dall'opera di Claudio Monteverdi, poi andata perduta, L'Arianna. Passò poi nelle mani della famiglia Zane e usato dalla compagnia Ferrari impegnata in rappresentazioni della commedia dell'arte. 

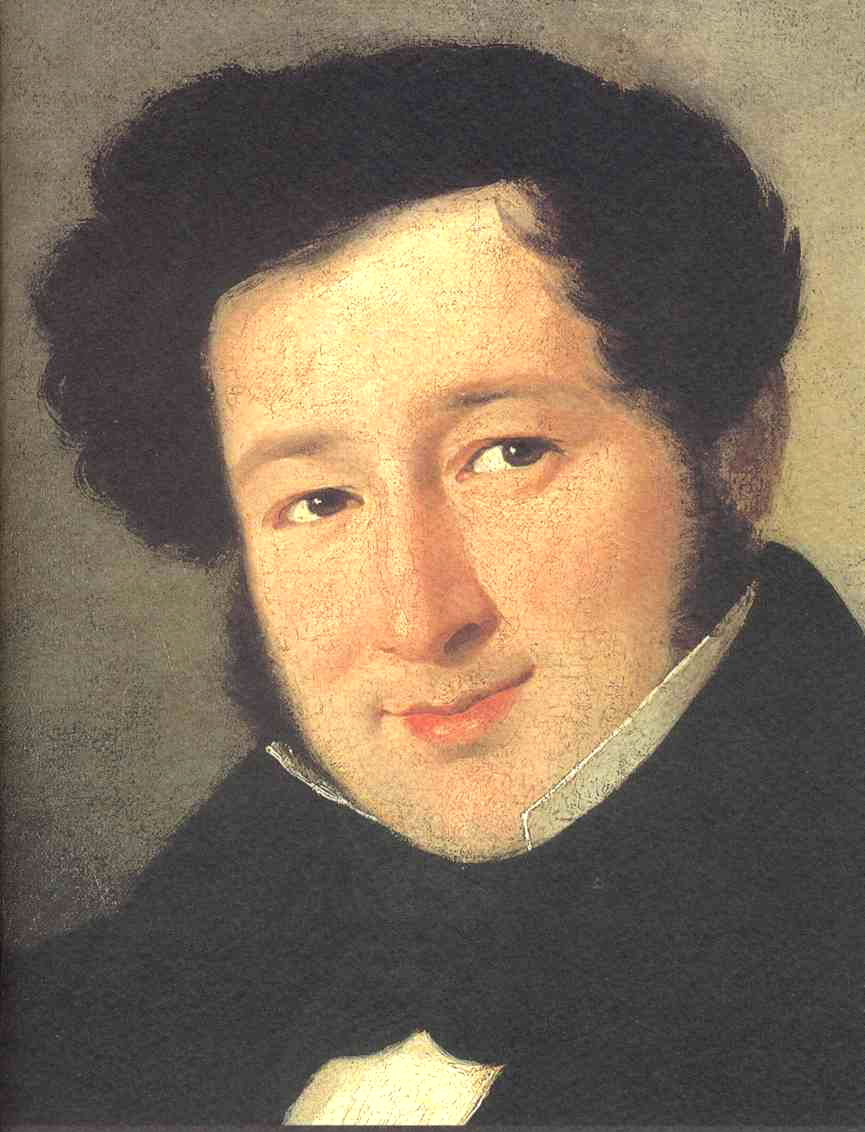
Opere del giovane Gioachino Rossini furono rappresentate nei primi dell'Ottocento al Teatro San Moisè di Venezia

Il librettista Giovanni Faustini è stato uno dei primi impresari di questo teatro. Sebbene fosse uno dei più piccoli teatri veneziani, il San Moisè ne è stato fra quelli maggiormente influenti, sul piano del richiamo popolare in funzione dell'opera lirica. Nel 1668 fu ampliato fino a raggiungere gli ottocento posti. 
Sei anni dopo, nel 1674 l'attività del teatro subì un forte impulso grazie all'intraprendenza dall'impresario Francesco Santurini che seppe dare vita ad una diversa gestione dei prezzi dei biglietti portando ad un vero e proprio boom  dell'opera e ad una proliferazione nella città lagunare di teatri in cui veniva praticato questo genere di rappresentazioni, ovvero quello del teatro per musica. 
Nei primi anni del XVIII secolo furono attivi al San Moisè Francesco Gasparini, Antonio Vivaldi, Marc'Antonio Ziani e Tomaso Albinoni. Negli anni 1740 l'opera buffa napoletana raggiunse Venezia e il San Moisè fu uno dei primi teatri a occuparsi di questo genere, particolarmente con lavori di Baldassare Galuppi, in collaborazione con Carlo Goldoni.
Questa tendenza proseguì per gran parte del Settecento. Fra gli anni 1770 e gli anni 1780 il teatro fu gestito dal prolifico librettista Giovanni Bertati, Poeta Cesareo (o Poeta di Corte) dell'opera italiana a Vienna, autore di drammi giocosi al pari di Pasquale Anfossi ed altri compositori. La sera del 2 Ottobre 1786, come testimoniato dal suo resoconto di viaggio in Italia, il teatro fu visitato da Johann Wolfgang Goethe, che vi assistette ad uno spettacolo.
Il San Moisè come teatro d'opera chiuse definitivamente i battenti nel 1818 dopo la rappresentazione di alcune farse di Gioachino Rossini. Inizialmente fu riutilizzato come teatro di burattini per poi essere ricostruito con il nome di Teatro Minerva; infine alla fine dell'Ottocento l'edificio in cui sorgeva venne ristrutturato e il teatro trasformato in parte sede di negozi ed in parte in appartamenti d'abitazione.

## Opere in prima rappresentazione

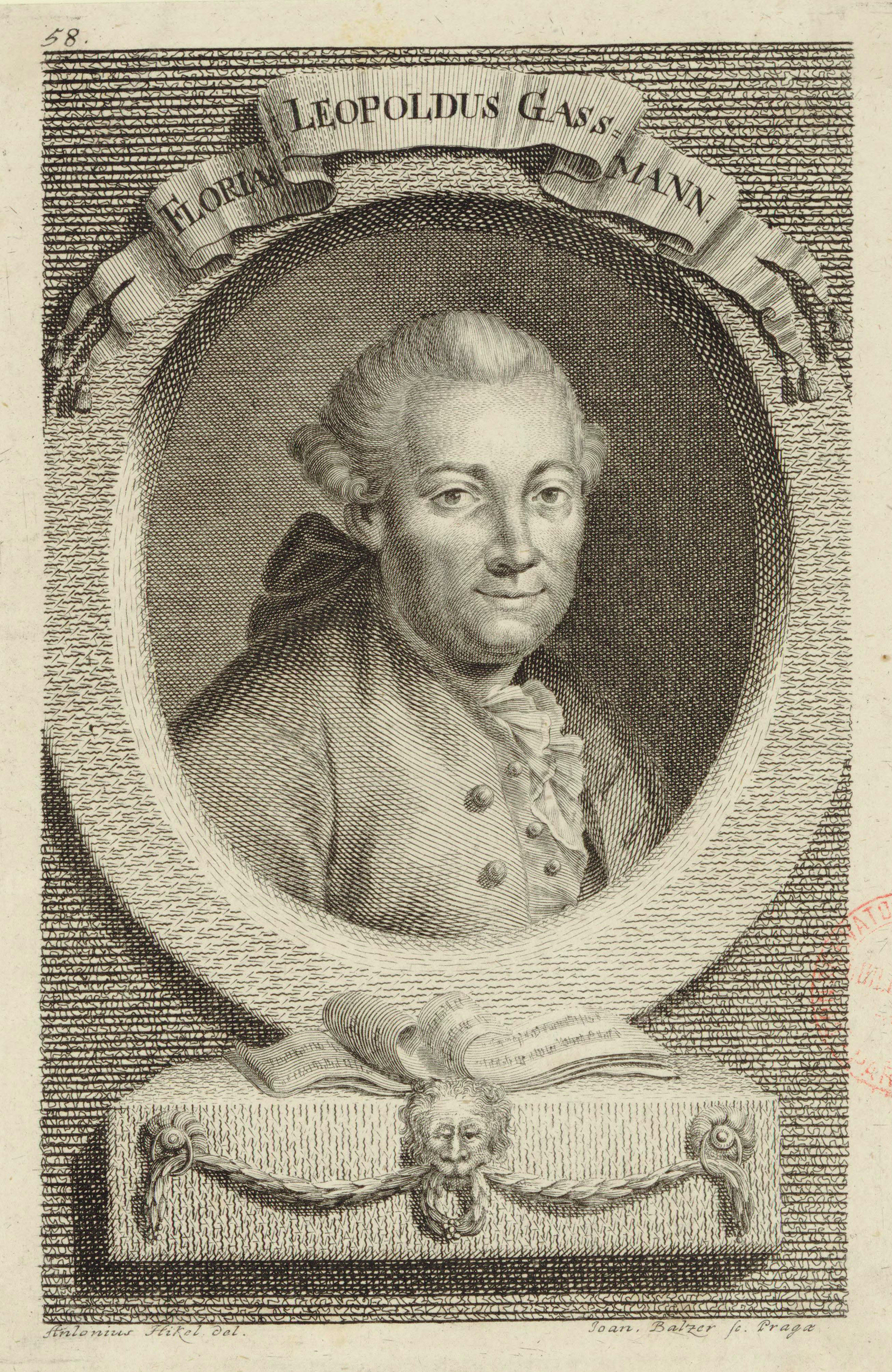
Florian Leopold Gassmann è stato un altro compositore le cui opere sono state messe in scena al San Moisè

- 1640: L'Arianna di Claudio Monteverdi e Il pastor regio di Benedetto Ferrari
- 1641: La ninfa avara di Ferrari
- 1642: Amore innamorato di Francesco Cavalli
- 1649: Euripo di Cavalli
- 1666: Demetrio e Aureliano di Carlo Pallavicino
- 1673: La costanza trionfante di Gian Domenico Partenio
- 1675: Medea in Atene di Antonio Giannettini
- 1716: La costanza trionfante degl'amori e degl'odii di Antonio Vivaldi
- 1717: Tieteberga di Vivaldi
- 1718: Artabano, re dei Parti, Armida al campo d'Egitto e Gl'inganni per vendetta di Vivaldi
- 1748: Bertoldo, Bertoldino e Cacasenno di Vincenzo Legrenzio Ciampi
- 1749: Arcifanfano re dei matti di Baldassare Galuppi
- 1750: Il mondo della Luna di Galuppi
- 1757: Merope di Florian Leopold Gassmann
- 1765: L'amore in ballo di Giovanni Paisiello
- 1766: Le serve rivali di Tommaso Traetta
- 1773: L'innocente fortunata di Paisiello
- 1774: Le nozze in contrasto di Giovanni Valentini
- 1775: La contadina incivilita, Didone abbandonata e L'avaro di Pasquale Anfossi
- 1776: Le nozze disturbate di Paisiello
- 1777: Lo sposo disperato di Anfossi
- 1778: Ezio e La forza delle donne di Anfossi
- 1779: Azor Re di Kibinga di Anfossi
- 1781: Gli amanti canuti e Il trionfo di Arianna di Anfossi
- 1787: L'orfanella americana di Anfossi e Don Giovanni Tenorio di Giuseppe Gazzaniga
- 1797: L'intrigo della lettera di Johann Simon Mayr
- 1801: Martino Carbonaro di Gazzaniga
- 1802: Le metamorfosi di Pasquale di Gaspare Spontini
- 1810: La cambiale di matrimonio di Gioachino Rossini
- 1811: I tre mariti di Giuseppe Mosca
- 1812: L'inganno felice, La scala di seta e L'occasione fa il ladro di Rossini
- 1813: Il signor Bruschino di Rossini
- 1815: Bettina vedova di Giovanni Pacini